# Oliver Abildgaard
Oliver Abildgaard Nielsen (ur. 10 czerwca 1996) – duński piłkarz grający na pozycji pomocnika w klubie Rubin Kazań.

## Kariera klubowa
Jest wychowankiem Aalborgu BK. Do seniorskiego zespołu dołączył w 2015 roku. Debiut, a zarazem pierwszą bramkę w pierwszym zespole zaliczył 20 lipca 2015 roku w zremisowanym 1:1 meczu z Esbjerg fB. Abildgaard został zmieniony w 59. minucie tego spotkania. 3 lutego 2020 został wypożyczony do 30 czerwca do Rubinu Kazań. W lidze rosyjskiej zadebiutował 1 marca 2020 w zremisowanym 0:0 spotkaniu z FK Tambow. Latem 2020 Rubin zdecydował się na wykup Abildgaarda z Aalborgu.

## Kariera reprezentacyjna
W 2019 Abildgaard został powołany na Mistrzostwa Europy do lat 21. Rozegrał na nich jedno spotkanie. 11 listopada 2020 zadebiutował w pierwszej reprezentacji w wygranym 2:0 meczu towarzyskim ze Szwecją. W 60. minucie tego spotkania zastąpił Thomasa Delaneya.